# Lijst van spoorwegstations in Drenthe
Dit is een lijst van spoorwegstations in de provincie Drenthe.

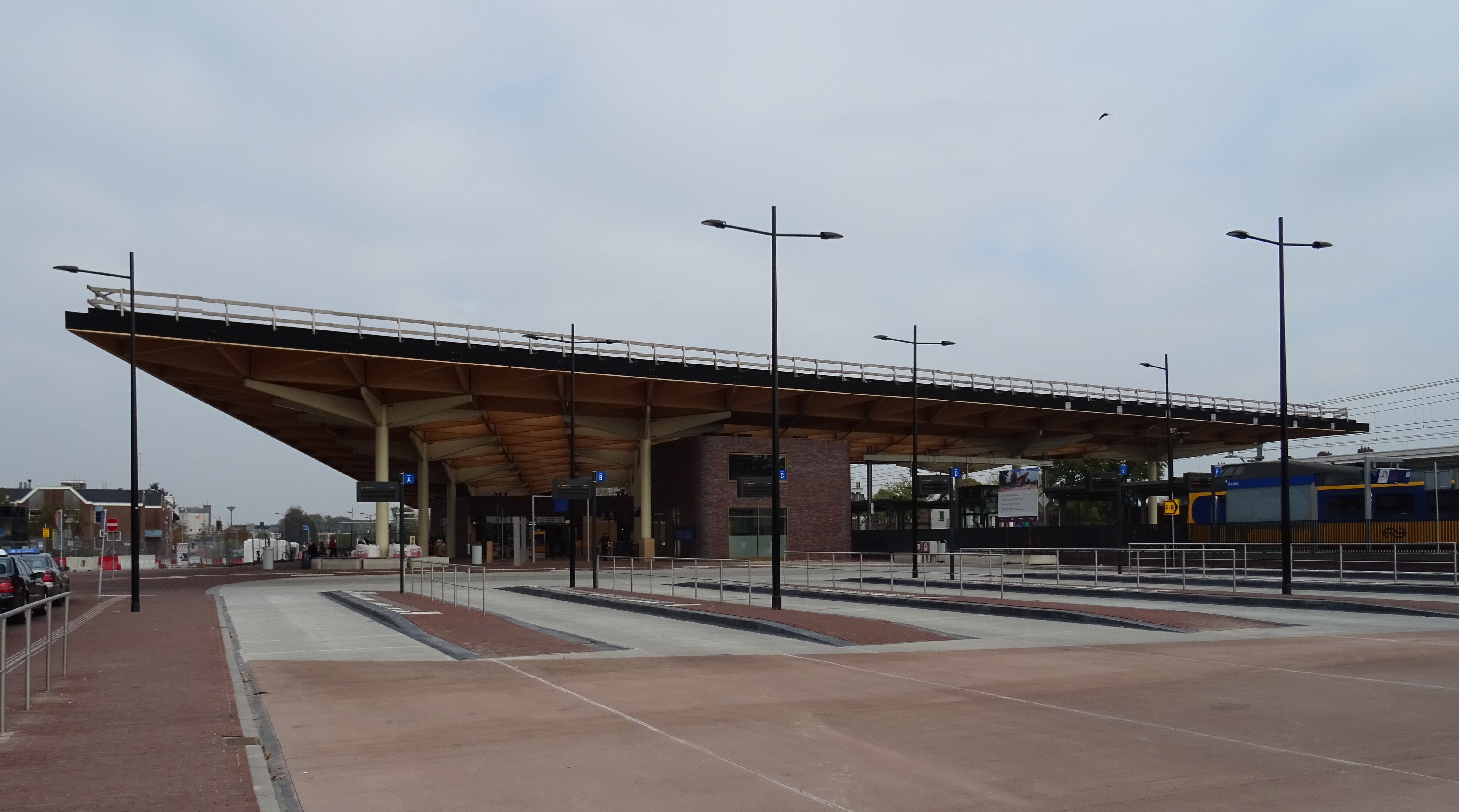
Station Assen

## Huidige stations
- Assen
- Beilen
- Coevorden
- Dalen
- Emmen
  - Zuid
- Hoogeveen
- Meppel
- Nieuw Amsterdam